# 罗伊·埃文斯
罗伊·昆廷·埃克林·"罗伊"·埃文斯（Roy Quintin Echlin Evans，1948年10月4日—），英格兰足球运动员、教练员。球員時代曾效力英國老牌球會利物浦，退役後也執教過利物浦。1998年球會宣佈委任另一名教練──法國人乌利耶，與罗伊·埃文斯一同為球會雙教練。後因兩人未能有效合作，1998年埃文斯宣佈離開利物浦，直至2004年才重新出山，擔任威尔士国家足球队助理教练。

## 生涯

### 球員時代
- 1965-1974年：利物浦

### 教練時代
- 1994年-1998年：利物浦
- 2004年-現在：威爾斯足球代表隊(助理教练)

| 前任： 桑拿士 | 利物浦主教练 1994年-1998年 | 繼任： 侯利亞 |